# Graafschap Klettenberg
Klettenberg was een tot de Opper-Saksische Kreits behorend graafschap (ook heerlijkheid) binnen het Heilige Roomse Rijk.

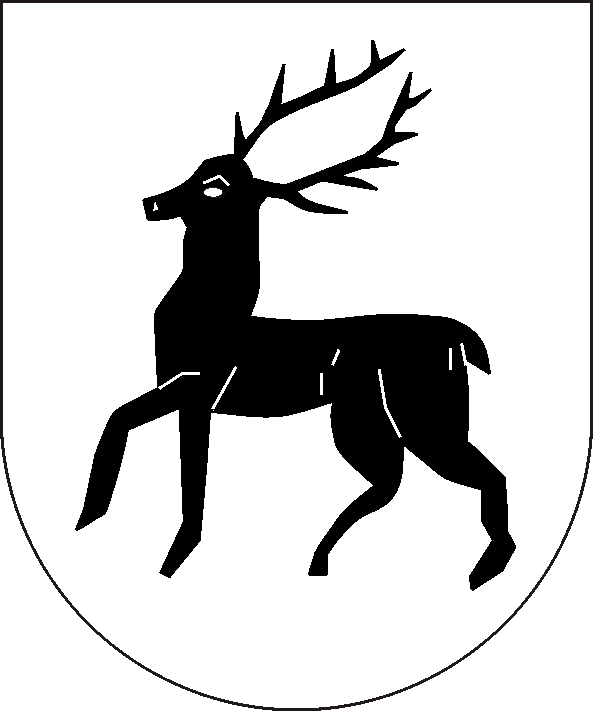
graafschap Klettenberg

De heren van Klettenberg voerden sinds 1161 de titel graaf. Waarschijnlijk zijn ze identiek aan of verwant met de graven van Ballhausen. De graven verwierven verschillende goederen: Berga, Uthleben, Windehausen, Othstedt, Niederrode, Groß-Werther, Groß- en Kleinwechsungen en Nordhausen. Klettenberg zelf was een leen van het prinsaartsbisdom Maagdenburg. 
De strijd met de graven van Hohnstein eindigde in 1253 met de inname van de burcht en de inlijving door het graafschap Hohnstein. In 1267 kwamen de laatste bezittingen met het dorp Ellrich van Klettenburg aan Hohnstein.
Een linie Klettenberg-Lohra van de graven van Hohnstein regeerde te Klettenberg tot 1593 (dood Ernst VII).
Na 1593 vormden de graafschappen Lohra en Klettenberg het belangrijkste erfdeel van het graafschap Hohnstein. 

## Bezit
- de steden Ellrich en Sachsa
- de ambten Klettenberg, Frohnderode, Mauderode, Wolfleben en Beneckenstein.